# El descubrimiento de la miel por Baco
El Descubrimiento de la miel por Baco es una pintura de Piero di Cosimo de c. 1499. Describe el descubrimiento de la miel por el dios Baco y su séquito salvaje, como es descrito en los Fastos de Ovidio. Se conserva en la colección del Museo de Arte en Worcester, Massachusetts.

## De fondo
El descubrimiento de la miel por Baco fue encargado junto con su otra pintura acompañante, Las desgracias de Sileno, por Giovanni Vespucci de Florencia. El tema de la abeja-avispa alude también a que esta era el animal heráldico de los Vespucci. Ambos trabajos representan la emergente demanda privada de pinturas con temas profanos: alegorías y escenas mitológicas. Al igual que otras piezas mitológicas de Piero di Cosimo, fueron hechas para una clientela versada en los trabajos de Ovidio y Virgilio, invitando a los espectadores a demostrar su erudición.

## Composición

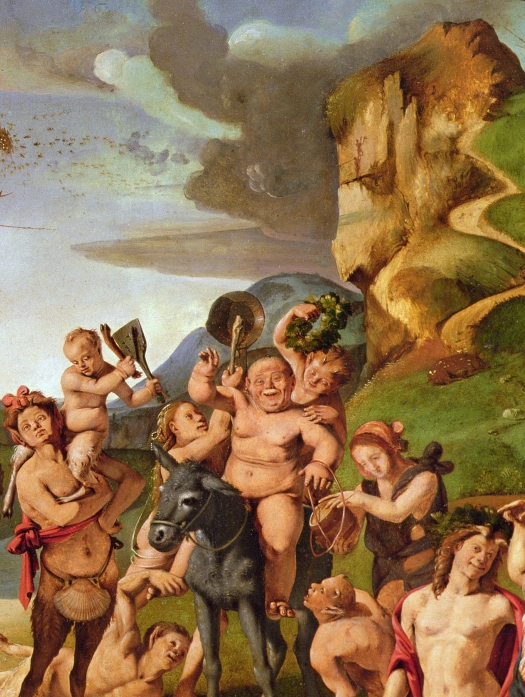
Sileno llega en su asno.

El tema se encuentra  en el Libro III de los Fastos de Ovidio, el cual había sido publicado en Venecia en 1497. En el centro un grupo numeroso de sátiros y bacantes hacen ruidos para conseguir que un enjambre de abejas entre en el tronco de un árbol hueco. La alegre procesión hace ruido de todas las formas posibles: golpean jarros, tenazas de bronce a manera de diapasón, unos golpean palas, otros un alambre en un rallador, un plato con un hueso, etc No es casualidad que sean instrumentos de viento y percusión, ya que pertenecen, según la doctrina neoplatónica, al mundo "campesino", frente a la música "urbana" interpretada con instrumentos de cuerda y la voz. Un sátiro adulto y otro niño hacen ruido en el árbol, cerca de la rama donde se concentran las abejas, lo que señala el sátiro recostado de la familia a la izquierda, mientras la satiresa observa amamantando al hijo. Detrás del árbol, más acompañantes de Baco se unen al acontecimiento, incluyendo Sileno, que aparece festivo montado en un asno, visiblemente bebido y recibido por las ménades y sátiros. Abajo a la derecha se encuentra el joven Baco sonriente, coronado de pámpanos y sujetando un tirso, mientras acerca a Ariadna, que señala el alboroto como dudando de la eficacia de la treta. Arriba a la izquierda se ve una ciudad fortificada y a la derecha arriba un cerro empinado  y un bosque.

## Análisis
El historiador del arte Erwin Panofsky interpretó la pintura como reflexión del "evolucionismo epicúreo" presente en los escritos latinos de Lucrecio y Vitruvio, que habían sido reintroducidos al público acomodado del Renacimiento a través de la Genealogia deorum gentilium de Boccaccio. La yuxtaposición de la "civilización" a la izquierda y el "salvajismo" a la derecha, según Panofsky, simboliza la aparición de la civilización, en que el descubrimiento de la miel se consideró un paso importante, conmemorado a través del consumo y ofrenda de tortas de miel (liba) en las Liberalia. El historiador del arte Dennis Geronimus ha escrito que la interpretación evolucionista de Panofsky debe tomarse con reservas, ya que sus raíces morales están en la religión, y la yuxtaposición en la que se basa está "en gran medida divorciada de la pintura misma".

## Preservación y procedencia

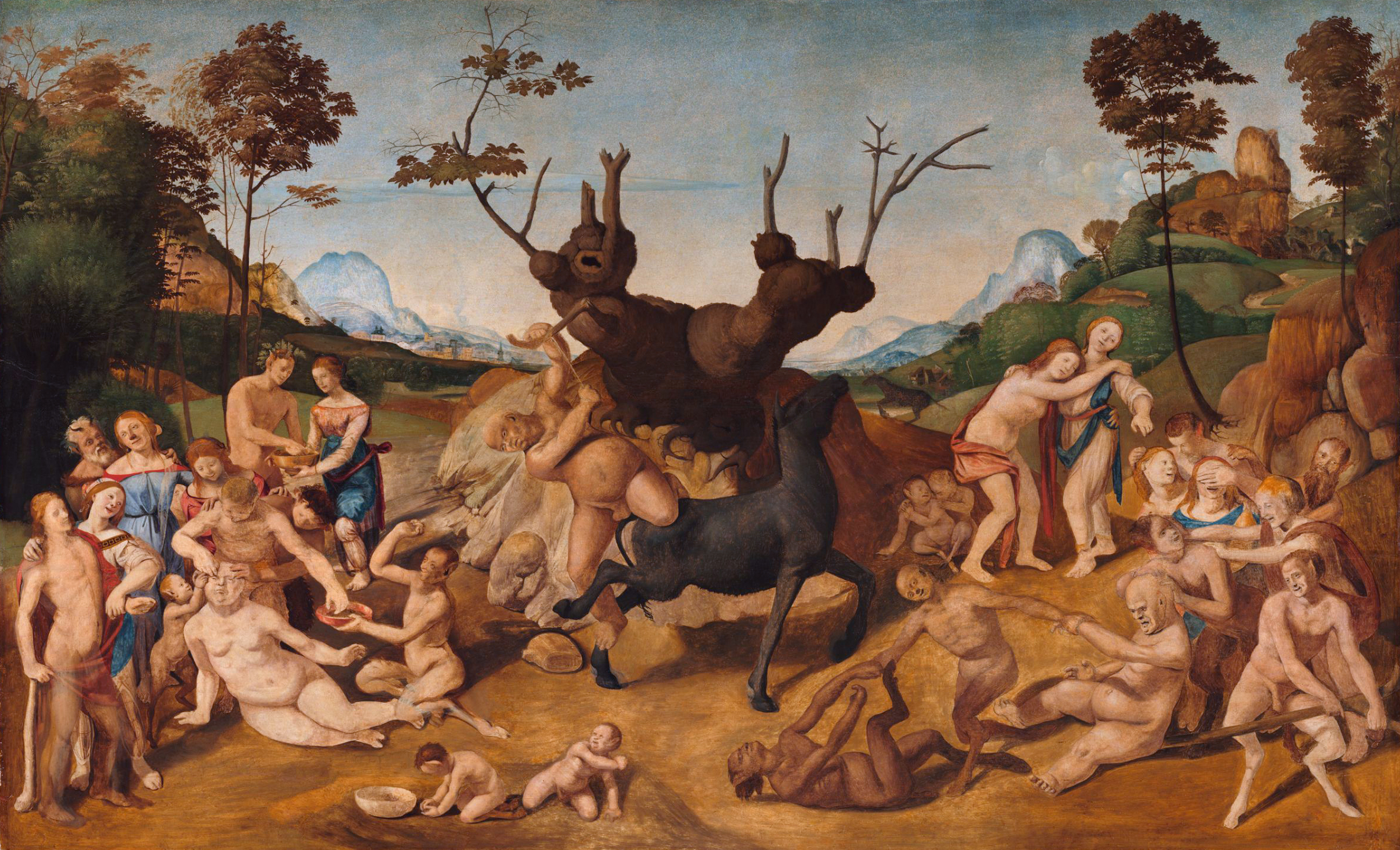
Las desgracias de Sileno (Museo Fogg, Universidad de Harvard).

El descubrimiento de la miel por Baco está significativamente mejor preservado que Las desgracias de Sileno, con colores más intensos y menos secciones sobrepintadas. Desde 1937, se encuentra en la colección del Museo de Arte en Worcester, Massachusetts.